# Forbes Shire Council
Forbes Shire Council is een Local Government Area (LGA) in de Australische deelstaat New South Wales.